# Oblík (berg i Tjeckien, lat 50,41, long 13,81)
Oblík är ett berg i Tjeckien. Det ligger i den nordvästra delen av landet, 60 km nordväst om huvudstaden Prag. Toppen på Oblík är 509 meter över havet, eller 228 meter över den omgivande terrängen. Bredden vid basen är 4,2 km.
Terrängen runt Oblík är platt åt sydväst, men åt nordost är den kuperad.Runt Oblík är det ganska tätbefolkat, med 134 invånare per kvadratkilometer. Närmaste större samhälle är Most, 15,9 km nordväst om Oblík. Trakten runt Oblík består till största delen av jordbruksmark.